# Klaus Hirschburger
Klaus Hirschburger (* 2. April 1963 in Reutlingen) ist ein deutscher Bassist, Songwriter, Musikproduzent und Autor. Bekannt wurde er als Bassist bei Hubert Kah, verließ jedoch 1990 die Gruppe.

## Leben
Klaus Hirschburger lernte während der Schulzeit mit etwa zwölf Jahren als Bratschist in einem Orchester den Mitmusiker Markus Löhr kennen. Gemeinsam gründeten sie eine Band, in der Löhr zum Gitarristen und Keyboarder wurde, Hirschburger zum Bassisten, wobei er sich das Bassspiel selbst beibrachte. Mit 16 Jahren betrieben sie die Musik gemeinsam mit Hubert Kah dann ernsthaft, zunächst als „Hubert Kah Trio“, dann als „Hubert Kah mit Kapelle“. Kah hatten sie beim Schreiben von Musik für Theaterstücke in Reutlingen kennengelernt. Von Anfang an schrieben und produzierten die beiden auch für andere Musiker. Etwa zu Abiturzeiten wurde Rosemarie der erste Hit der Gruppe. Zu dieser Zeit ließen sich die Musiker von der Schule beurlauben. Trotzdem erreichten sie ihr Abitur. Nach mehreren erfolgreichen Alben mit Hubert Kah trennten sich ab 1989/90 die Wege, laut Hirschburger, als Hubert Kah musikalisch Solopfade einschlug und Löhr zudem zwei Produktionsaufträge angenommen hatte. Hintergrund war jedoch darüber hinaus Kahs schwere Depressionserkrankung.
Gemeinsam mit Michael Cretu und dessen damaliger Frau Sandra hatte Hirschburger als Autor zahlreiche Hits und Hitalben bei Virgin Records. Unter anderem hat er In the Heat of the Night mitgeschrieben. Bei Hubert Kah war er etwa Co-Autor von Wenn der Mond die Sonne berührt. Seitdem hat er an vielen Singles und Alben mitgewirkt, so etwa gemeinsam mit Dieter Bohlen und Lukas Hilbert an Für dich von Yvonne Catterfeld, das 2003 ein Nummer-eins-Hit in Deutschland, Österreich und der Schweiz war. Er war am Sinplus-Album This Is What We Are (2017) beteiligt, welches Platz sieben der Schweizer Charts erreichte. Zuletzt hat er als Komponist beim Album  Jetzt! (2019) von Peter Maffay mitgewirkt.
Im Jahr 1989 entstand in New York City der Erzählungsband Die Wahrheit über das Geld.
Im Mai 2019 veröffentlicht er sein Gedichtsauszugsband Im Donner des Herzschlags.

## Buchausgabe
- Die Wahrheit über das Geld, Libertas Verlag, Sindelfingen, ISBN 3-921929-61-X.
- Im Donner des Herzschlags, Verlag BoD, ISBN 978-3-7322-8919-6.